# Magnolia balansae
Magnolia balansae là một loài thực vật có hoa trong họ Magnoliaceae. Loài này được A.DC. mô tả khoa học đầu tiên năm 1904.